# Livan X6 Pro
Der Livan X6 Pro ist ein Sport Utility Vehicle der aus Lifan hervorgegangenen Marke Livan, die zum chinesischen Geely-Konzern gehört.

## Geschichte
Infolge des russischen Überfalls auf die Ukraine im Februar 2022 zogen sich viele westliche Automobilhersteller vom russischen Markt zurück. Im Gegenzug erweiterten chinesische Hersteller ihre Modellpalette in Russland. Auch in China werden Fahrzeuge unter der Marke Livan angeboten, der X6 Pro ist jedoch eine Ableitung von dem in China 2016 eingeführten Yuanjing X6 der Marke Geely. Die Markteinführung des X6 Pro erfolgte in Russland im Oktober 2023 gemeinsam mit der Limousine S6 Pro, die auf dem Geely GL basiert. Das Vorgängermodell des Geely Yuanjing X6 ist der Geely Emgrand X7. Er wurde in den 2010er-Jahren auch in Russland vermarktet. Seit Frühling 2025 wird der X6 Pro auch in Spanien angeboten.

## Technische Daten
Angetrieben wird der X6 Pro von einem 1,5-Liter-Ottomotor, der 108 kW (147 PS) oder 128 kW (174 PS) leistet. Beide Motorisierungen haben Vorderradantrieb und ein 7-Stufen-Doppelkupplungsgetriebe. Es gibt die drei Ausstattungsvarianten Luxury, Premium und Flagship.
|                                             | X6 Pro                           |                                  |
| Bauzeitraum                                 | seit 10/2023                     | seit 10/2023                     |
| Motorkenndaten                              |                                  |                                  |
| Motortyp                                    | R4-Ottomotor                     | R4-Ottomotor                     |
| Motoraufladung                              | Turbolader                       | Turbolader                       |
| Hubraum                                     | 1499 cm³                         | 1499 cm³                         |
| max. Leistung bei min−1                     | 108 kW (147 PS) / 5500           | 128 kW (174 PS) / 5500           |
| max. Drehmoment bei min−1                   | 270 Nm / 2000–3500               | 290 Nm / 2000–3500               |
| Kraftübertragung                            |                                  |                                  |
| Antrieb                                     | Vorderradantrieb                 | Vorderradantrieb                 |
| Getriebe                                    | 7-Stufen-Doppelkupplungsgetriebe | 7-Stufen-Doppelkupplungsgetriebe |
| Messwerte                                   |                                  |                                  |
| Höchstgeschwindigkeit                       | 190 km/h                         | 190 km/h                         |
| Beschleunigung, 0–100 km/h                  | 9,9 s                            | 9,2 s                            |
| Kraftstoffverbrauch auf 100 km (kombiniert) | 6,5 l Super                      | 6,5 l Super                      |
| Tankinhalt                                  | 55 l                             | 55 l                             |